# Turistická značená trasa 7222
 Turistická značená trasa 7222 byla 1,5 km dlouhá žlutě značená trasa Klubu českých turistů v okrese Trutnov spojující sedlo Cestník a Horní Lysečiny. Její převažující směr byl jihovýchodní. Trasa se nacházela na území Krkonošského národního parku.

## Průběh trasy
Počátek turistické trasy se nacházel v sedle Cestník na rozcestí s červeně značenou Cestou bratří Čapků z Pomezních Bud do Trutnova a výchozí modře značenou trasou 1818 do údolí Malé Úpy. Trasa po celé své délce klesala pěšinou zalesněným východním úbočím Dlouhého hřebenu do Horních Lysečin. Klesání je v počáteční fázi prudší, později mírnější. V dolní polovině vedla pěšina v části trasy podél oplocení obory U Tygra. V Horních Lysečinách trasa končí na rozcestí s modře značenou trasou 1819 z Lysečinské boudy do Horního Maršova.

## Omezení vstupu
Vzhledem k tomu, že obora U Tygra je oborou přezimovací pro jelení zvěř, byl vstup na trasu zakázán v měsících prosinec – duben.